# Samir Bin Szinaf
Samir Bin Szinaf, Samir Benchenaf (ar. سمير بن شناف; ur. 7 marca 1980) – algierski zapaśnik walczący w stylu klasycznym. Olimpijczyk z Aten 2004, gdzie zajął dwudzieste miejsce w kategorii 55 kg.
Srebrny medalista mistrzostw Afryki w 2003 i 2004, a brązowy igrzysk panarabskich w 2004 roku.
- Turniej w Atenach 2004

Przegrał z Hasanem Rangrazem z Iranu i Lázaro Rivasem z Kuby.